# Jean-Pierre Ricard (assicuratore)
Jean-Pierre Ricard (1674 – 1728) è stato un giurista francese, figlio di Samuel Ricard.

Le négoce d'Amsterdam, 1723 (Fondazione Mansutti, Milano).

La sua opera principale è Le négoce d'Amsterdam, edita nel 1722 (prima edizione) e composta sullo schema di un altro Negoce d'Amsterdam pubblicato in francese e in olandese (Den koophandel van Amsterdam) nel 1694 e scritto da Jacques Le Moine de l'Espine. 
L'opera mostra in dettaglio l'Ordinanza sulle Assicurazioni della città di Amsterdam del 31 gennaio 1598, con particolare attenzione alle polizze di assicurazione. Un esemplare dell'edizione francese del 1723, pubblicata a Rouen, è conservato presso la Fondazione Mansutti di Milano.
Nel 1774 il matematico Giovanni Veronese pubblicò le proprie soluzioni aritmetiche ai quesiti di Jacques de Mondoteguy che erano stati esposti da Ricard nel Négoce d'Amsterdam.